# Albert Lohmann
Albert Lohmann (* 26. April 1899 in Eveking, heute Werdohl; † 16. April 1957 in Stuttgart) war ein deutscher Redakteur und Politiker der SPD.

## Leben und Beruf
Lohmann wuchs als Sohn eines Fabrikarbeiters auf. Er besuchte die Volksschule in Eveking und Lüdenscheid. 1917 wurde er als Soldat in den Ersten Weltkrieg eingezogen.
1919 begann er ein Volontariat bei der Abendzeitung in Lüdenscheid, bei der er auch Redakteur war. Später war er auch für weitere Zeitungen tätig, darunter die Volksstimme in Hagen, Das Volk in Jena und Weimar sowie ab 1929 die Freie Presse in Pforzheim.
1931 wurde er vom Amtsgericht Pforzheim zu einer Geldstrafe von 100 Reichsmark verurteilt, nachdem er den damaligen thüringischen Innenminister und NSDAP-Politiker Wilhelm Frick beleidigt hatte. Am 4. April 1933 wurde Lohmann von Mitgliedern der SA auf dem Pforzheimer Leopoldplatz überfallen und zusammengeschlagen, außerdem wurde seine sozialistische Bibliothek bei einer Hausdurchsuchung beschlagnahmt. Am 15. April 1933 wurde die Freie Presse aufgelöst und Lohmann dadurch fristlos entlassen. Zudem verlor er seine Pensionsansprüche, nachdem der Unterstützungsverein Arbeiterpresse aufgelöst und dessen Vermögen beschlagnahmt wurde. Da er nunmehr arbeitslos war und seine Wohnung aufgeben musste, siedelte er 1935 zu seinem Schwiegervater nach Dortmund über.
Bereits 1936 zog er nach Stuttgart, wo er als Provisionsvertreter für den Verlag Dr. A Baumgarten und Schuler tätig war. Im Zweiten Weltkrieg war er erneut als Soldat aktiv und geriet in Kriegsgefangenschaft. Nach dem Krieg war er wieder für den Schuler-Verlag tätig.

## Politik
1920 trat Lohmann in die SPD ein. Nach seinem Umzug nach Pforzheim trat er dort in den Vorstand des SPD-Ortsverbandes ein. 1930 erfolgte seine Wahl in den Pforzheimer Bürgerausschuss. Am 6. März 1933 zog er in den Badischen Landtag ein, der aufgrund der Ergebnisse der Reichstagswahl am vorherigen Tag gebildet wurde. Mit dem Parteiverbot der SPD am 23. Juni 1933 schied er aus dem Landtag aus.